# Lobaye
Lobaye là một trong 16 tỉnh của Cộng hòa Trung Phi. Thủ phủ của nó là Mbaïki. Hoàng đế Duy Tân của Việt Nam đã qua đời tại đây vào ngày 26 tháng 12 năm 1945 trong một vụ tai nạn máy bay. David Dacko, tổng thống đầu tiên và thứ ba của Cộng hòa Trung Phi từ năm 1960–1965 và 1979–1981, đến từ Lobaye.

## Vị trí
Tỉnh nằm ở phía nam của đất nước, giáp với Cộng hòa Congo và Cộng hòa Dân chủ Congo. Nó có chung biên giới với các tỉnh Mambéré-Kadéï về phía tây bắc, Sangha-Mbaéré về phía tây, và Ombella-M'Poko về phía đông bắc. Nó cũng được đặt tên cho sông Lobaye.

## Kinh tế
Ngoài Mbaïki, các thành phố quan trọng khác bao gồm Boda ở phía bắc và Mongoumba nằm bên sông Ubangi. Hầu hết cư dân là nông dân trồng cà phê. Đa số các nông dân đều cực kỳ nghèo; hầu hết trẻ em không học đại học, và nhiều người chết do không được chăm sóc y tế.